# Bathypogon nigrotibiatus
Bathypogon nigrotibiatus là một loài ruồi trong họ Asilidae. Bathypogon nigrotibiatus được Hull miêu tả năm 1958. Loài này phân bố ở miền Australasia.